# Maik Taylor
Maik Stefan Taylor (* 4. September 1971 in Hildesheim, Deutschland) ist ein ehemaliger nordirischer Fußballspieler. Der Torwart stand zuletzt beim FC Millwall unter Vertrag.

## Karriere
Der in Deutschland geborene nordirische Nationaltorhüter spielte in der Jugend beim SV Fallingbostel und dem ASC Nienburg. Taylors Mutter ist Deutsche. Nach dem Umzug nach England spielte Taylor bei Farnborough Town, die 1992 in der National League spielten. 1995 wechselte er zum FC Barnet in die Football League Fourth Division. Als Wintertransfer kam er in der Saison 1996/97 in die  zum FC Southampton, wo er direkt den etatmäßigen Stammtorhüter Dave Beasant verdrängte und in der Premier League in der höchsten Spielklasse im englischen Fußball spielte. Trotz erreichen des Klassenerhalts wurde er in der folgenden Saison durch Paul Jones im Tor verdrängt. Im Winter erfolgte erneut ein Wechsel und Taylor spielte fortan beim FC Fulham, wo er von 1997 bis 2003 aktiv war. Von 2004 bis 2011 spielte er bei Birmingham City.
Zwischen 1999 und 2011 bestritt Maik Taylor 88 Länderspiele in der nordirischen Nationalmannschaft.